# J. D. Vance
James David Vance (nacido como James Donald Bowman; Middletown, Ohio, 2 de agosto de 1984), más conocido como J. D. Vance, es un político de ultraderecha, empresario y escritor estadounidense. Miembro del Partido Republicano, es el 50.º vicepresidente de los Estados Unidos desde el 20 de enero de 2025 bajo la segunda presidencia de Donald Trump.
Es el tercer vicepresidente más joven en la historia de los Estados Unidos, solo superado por el demócrata John C. Breckinridge (36 años y 47 días) y el republicano Richard Nixon (40 años y 11 días), y el primero en nacer en la generación Milenial.
Después de graduarse de secundaria, Vance se unió al Cuerpo de Marines de los Estados Unidos, donde sirvió como reportero militar de 2003 a 2007. Estudió en la Universidad Estatal de Ohio y en la Escuela de Derecho de Yale, tras lo que ejerció brevemente como abogado corporativo antes de emprender una carrera en la industria tecnológica y como capitalista de riesgo. Sus memorias, Hillbilly Elegy, que se hicieron populares durante las elecciones presidenciales de 2016, aumentaron su perfil público.
A pesar de haberse opuesto a la candidatura presidencial de Donald Trump en las elecciones de 2016, Vance se convirtió en seguidor de Trump durante su primera presidencia. Vance ganó las elecciones al Senado por Ohio en 2022 y fue senador de 2023 a 2025. En julio de 2024, Trump seleccionó a Vance como su candidato a la vicepresidencia antes de la Convención Nacional Republicana.
Vance ha sido caracterizado como un conservador nacional y un populista de derecha, y se describe a sí mismo como un miembro de la derecha posliberal. Sus posiciones políticas incluyen la oposición al aborto, al matrimonio igualitario, al control de armas y a la ayuda militar estadounidense a Ucrania. También, es un crítico abierto a la falta de hijos y ha reconocido la influencia de la teología católica en sus posiciones sociopolíticas.

## Primeros años y educación
James Donald Bowman nació el 2 de agosto de 1984, en Middletown, Ohio; hijo de Beverly Carol (de soltera Vance; nacida en 1961) y Donald Ray Bowman (1959-2023). Es de ascendencia escocesa-irlandesa. Sus padres se divorciaron cuando él era un niño pequeño. Poco después, Bowman fue adoptado por el tercer esposo de su madre, Bob Hamel, y su nombre fue cambiado a James David Hamel.
La infancia de Vance estuvo marcada por la pobreza y el abuso, y su madre luchaba con la adicción a las drogas. Vance y su hermana Lindsey fueron criados principalmente por sus abuelos maternos, James (1929-1997) y Bonnie Vance (de soltera Blanton; 1933-2005), a quienes llamaban «Mamaw» y «Papaw» y de quienes adoptarían su apellido años más tarde. Su abuela Mamaw le inculcó sus creencias cristianas y su gusto por las armas, ya que poseía en casa 19 pistolas de diferentes calibres.
Sus abuelos de ambos lados se mudaron a Ohio desde los Apalaches de Kentucky.

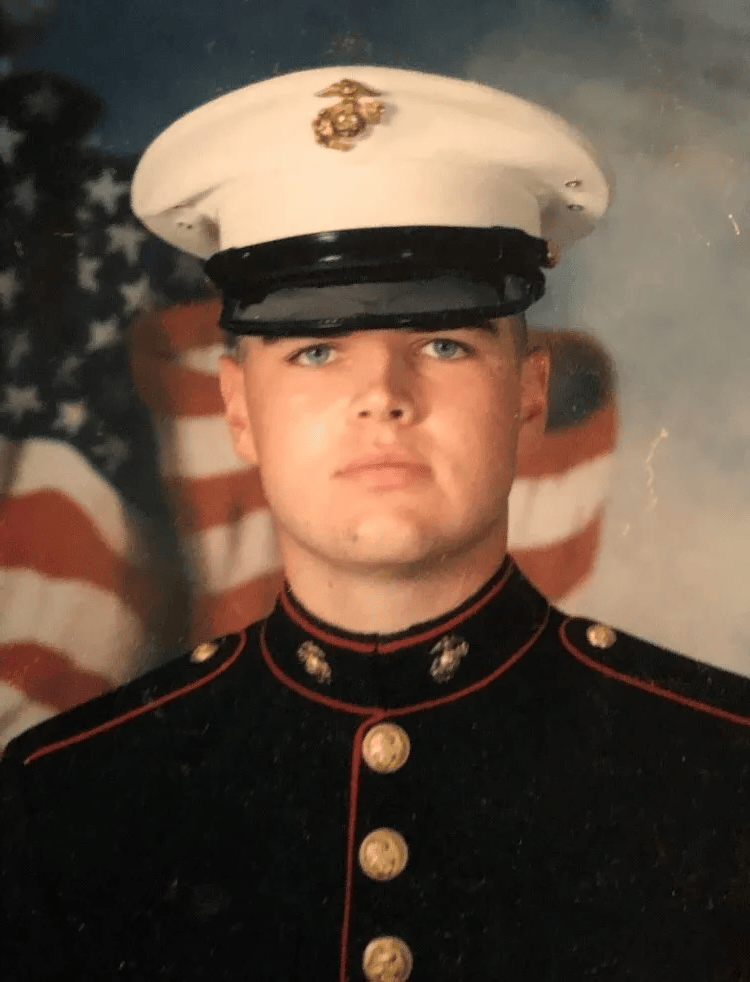
Vance como miembro del Cuerpo de Marines de los Estados Unidos en 2003

Después de graduarse de Middletown High School en 2003, Vance se alistó en el Cuerpo de Marines de EE. UU. Fue desplegado a Irak como corresponsal de combate durante seis meses a finales de 2005. Allí, fue asignado a la sección de Asuntos Públicos de la 2.ª Ala de Aeronaves de los Marines.
Luego asistió a la Universidad Estatal de Ohio con el apoyo del G.I. Bill y se graduó summa cum laude con una licenciatura en ciencias políticas y filosofía en 2009. En un ensayo posterior, recuerda haber estudiado al filósofo materialista Antony Flew, que compartía el ateísmo del joven Vance. También leyó las parábolas del filósofo anglicano Basil Mitchell, que sacudieron su pensamiento en ese momento; «He pensado en ellas constantemente desde entonces», ha dicho Vance. En ese momento, trabajó para el senador estatal republicano Bob Schuler.
Después de graduarse de Ohio State, Vance asistió a la Facultad de Derecho de Yale con una beca casi completa. Durante la orientación de Yale, entabló una estrecha amistad con el futuro miembro conservador del parlamento canadiense Jamil Jivani. Durante su primer año, la profesora Amy Chua, autora del libro de 2011 Battle Hymn of the Tiger Mother, lo persuadió a escribir sus memorias, Hillbilly Elegy. Fue editor de The Yale Law Journal, y se graduó en 2013 con un título de Juris Doctor.
Al casarse en 2014, adoptó el apellido de sus abuelos, Vance. En 2017, Vance recibió un título honorario de Centre College.

## Carrera temprana
Después de la escuela de derecho, Vance trabajó para el senador republicano John Cornyn. Pasó un año como asistente legal para el juez David Bunning de la Corte de Distrito de los Estados Unidos para el Distrito Este de Kentucky, luego entró en la práctica privada en el bufete de abogados Sidley Austin. Después de haber ejercido la abogacía durante poco menos de dos años, Vance se mudó a San Francisco para trabajar en la industria de la tecnología como capitalista de riesgo. Entre 2016 y 2017, se desempeñó como director de la empresa de Peter Thiel, Mithril Capital.

### Hillbilly Elegy

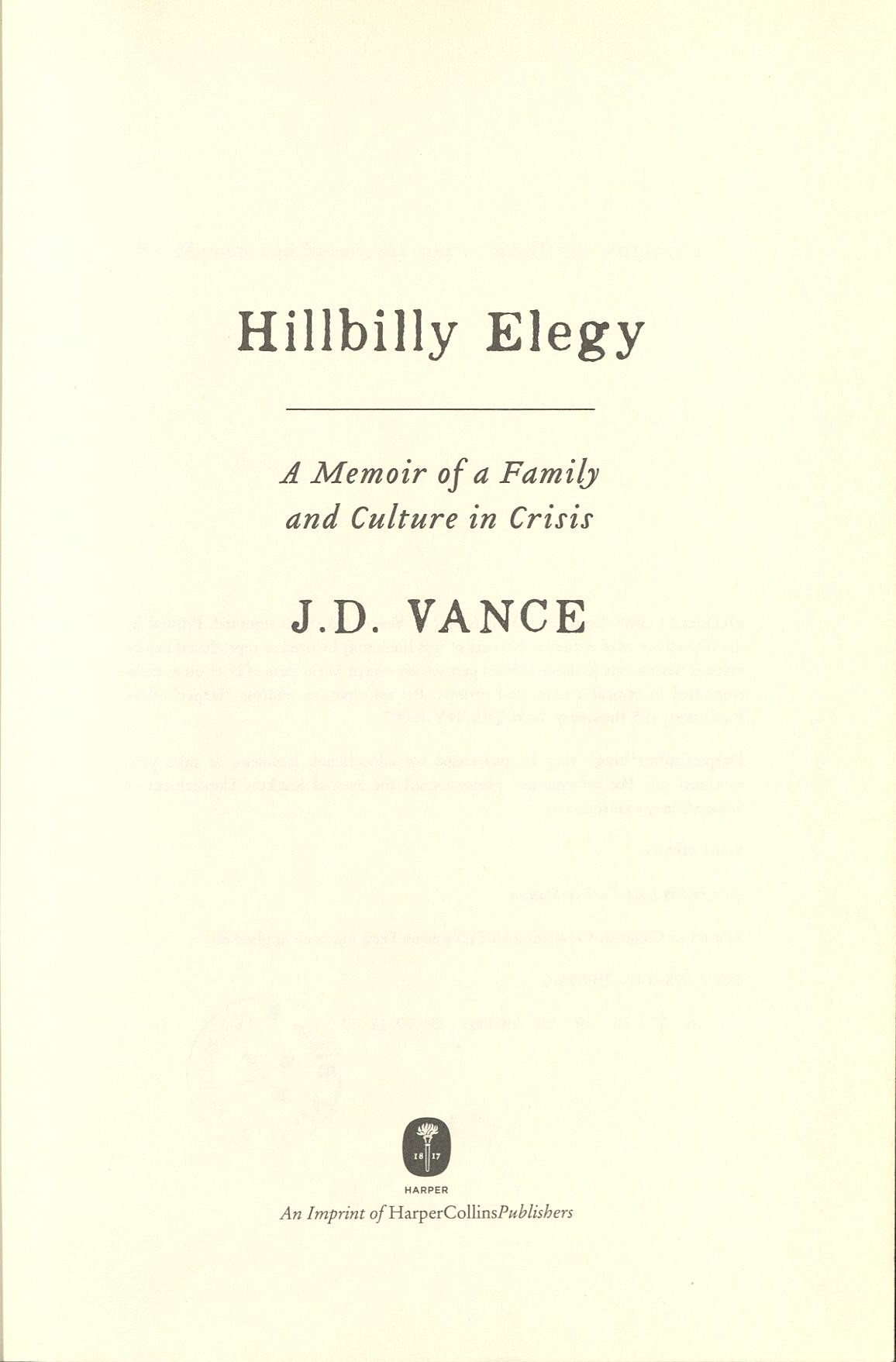
Portada de ¨Hillbilly Elegy¨, de J. D. Vance

En 2016, Harper publicó el libro de Vance, Elegía campesina: una memoria de una familia y una cultura en crisis. Estuvo en la lista de los más vendidos de The New York Times en 2016 y 2017. El New York Times lo llamó «uno de los seis mejores libros para ayudar a entender la victoria de Trump».
The Washington Post llamó a Vance la «voz del cinturón de óxido», mientras que The New Republic lo criticó como «el explicador favorito de la basura blanca de los medios liberales» y el «falso profeta de la América azul». El economista William Easterly, nativo de Virginia Occidental, criticó el libro y escribió: «El análisis descuidado de grupos de personas (élites costeras, Estados Unidos de paso, musulmanes, inmigrantes, personas sin títulos universitarios, lo que sea) se ha vuelto rutinario. Y está matando nuestra política».
Después del éxito de su libro, Vance se convirtió en colaborador de CNN a principios de 2017. En abril de 2017, Ron Howard firmó para dirigir la versión cinematográfica de Hillbilly Elegy, que se estrenó en cines selectos el 11 de noviembre de 2020, protagonizada por Amy Adams como su madre, Glenn Close como Mamaw y Gabriel Basso como Vance. Se lanzó en streaming el 24 de noviembre en Netflix.

### Apoyo social

Ohio en el mapa de los Estados Unidos (zona roja)

En diciembre de 2016, Vance anunció que planeaba mudarse a Ohio y consideraría iniciar una organización sin fines de lucro o postularse para un cargo público. En Ohio, fundó «Our Ohio Renewal», una organización de defensa 501(c)(4) enfocada en la educación, la adicción y otros «males sociales» que mencionó en sus memorias. El grupo cerró después de menos de dos años con escasos logros. Según Jamil Jivani, director de derecho y política de la organización, el trabajo del grupo se vio afectado por el diagnóstico de cáncer de Vance.
Durante la campaña de Vance para el Senado de los EE. UU. en 2022, Tim Ryan, el candidato demócrata, afirmó que la organización benéfica era una fachada para las ambiciones políticas de Vance. Ryan señaló informes que indicaban que la organización pagó a un asesor político de Vance y realizó encuestas de opinión pública, mientras que sus esfuerzos para abordar la adicción no dieron resultados. Vance negó esta caracterización. Un informe de 2021 de Business Insider reveló que los informes fiscales de «Our Ohio Renewal» mostraron que, en su primer año, gastó más en «servicios de gestión» proporcionados por su director ejecutivo Jai Chabria, quien también era el principal asesor político de Vance, que en programas para combatir el abuso de opioides.

### Inversiones
En 2017, Vance se unió a la empresa de inversión Revolution LLC. Fue fundada por Steve Case, quien también cofundó AOL. Vance fue encargado de expandir la iniciativa «Rise of the Rest», que se centra en aumentar las inversiones en regiones desatendidas fuera de Silicon Valley y la ciudad de Nueva York. En 2019, Vance cofundó Narya Capital en Cincinnati con apoyo financiero de Peter Thiel, Eric Schmidt y Marc Andreessen. En 2020, recaudó 93 millones de dólares para la firma. Junto con Thiel y el exasesor de Trump, Darren Blanton, Vance ha invertido en Rumble, una plataforma canadiense de videos en línea popular entre la derecha política.

## Carrera política

### Senador de los Estados Unidos

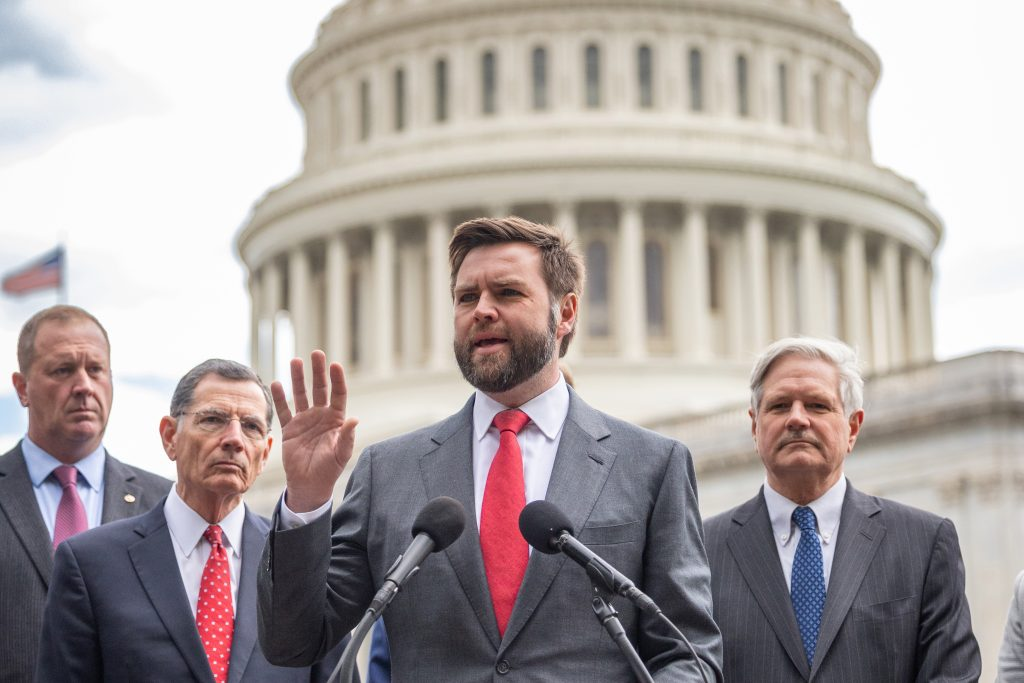
Vance en el Capitolio de los Estados Unidos.

A principios de 2018, Vance consideró postularse para el Senado de los Estados Unidos contra Sherrod Brown, pero no lo hizo. En marzo de 2021, Peter Thiel donó 10 millones de dólares a Protect Ohio Values, un super PAC creado en febrero para apoyar una posible candidatura de Vance. Robert Mercer también donó una cantidad no revelada. En abril, Vance expresó su interés en postularse para el escaño del Senado que dejaría vacante Rob Portman. En mayo, lanzó un comité exploratorio. Vance es un aliado del recaudador de fondos republicano Nate Morris, quien también ha apoyado económicamente al senador de Kentucky Rand Paul.
Vance entró oficialmente en la carrera el 1 de julio de 2021. Fue su primera campaña para un cargo público. El 3 de mayo de 2022, ganó las primarias republicanas con el 32 % de los votos, derrotando a varios candidatos, incluidos Josh Mandel (23 %) y Matt Dolan (22 %). El 8 de noviembre, en las elecciones generales, Vance derrotó al candidato demócrata Tim Ryan con el 53 % de los votos frente al 47 % de Ryan.
El 3 de enero de 2023, Vance prestó juramento en el Senado de los Estados Unidos, como miembro del 118.º Congreso de los Estados Unidos. Es el primer senador estadounidense de Ohio sin experiencia política previa desde John Glenn, que asumió el cargo en 1974.
El trabajo de Vance en el Senado ha incluido:
- Copatrocinó un proyecto de ley con el senador Raphael Warnock (demócrata por Georgia) para reducir el precio de la insulina.[56]
- Colaboró con la senadora Elizabeth Warren (demócrata por Massachusetts) para recuperar los salarios de los ejecutivos cuando los grandes bancos quiebran.[57]
- Junto con la representante Marjorie Taylor Greene (republicana por Georgia), presentó un proyecto de ley complementario que penalizaría la atención de afirmación de género para menores con penas de hasta 12 años de prisión.[58]

### Candidatura a la vicepresidencia

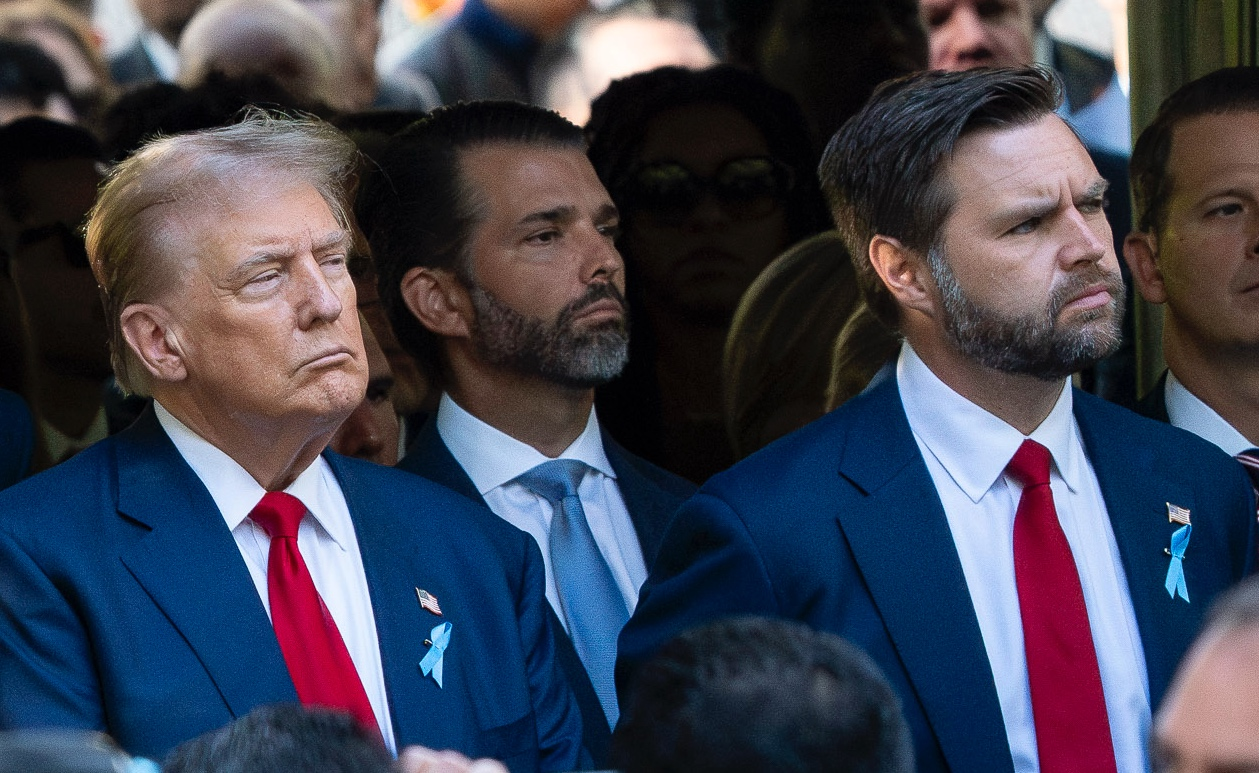
Trump y su compañero de fórmula, J. D. Vance durante la conmemoración de los atentados del 11 de septiembre de 2001.

El 31 de enero de 2023, Vance respaldó al expresidente Donald Trump en las primarias presidenciales del Partido Republicano de 2024. El 15 de julio de 2024, el primer día de la Convención Nacional Republicana de 2024, Trump anunció que había elegido a Vance como su compañero de fórmula en una publicación en Truth Social. El 17 de julio, el tercer día de la convención, Vance aceptó la nominación y es el compañero de fórmula de Trump para las elecciones presidenciales del 5 de noviembre. Es el primer veterano de los Marines en una candidatura presidencial.

## Posiciones políticas

### Aborto
Vance se opone al aborto. Cuando se le preguntó si las leyes sobre el aborto deberían incluir excepciones para la violación y el incesto, dijo que «dos cosas malas no hacen una buena».

### Uniones homosexuales
Vance se opone a la «Ley de Respeto al Matrimonio» que contempla el matrimonio igualitario y ha dicho: «Creo que el matrimonio es entre un hombre y una mujer».

### Control de armas
Vance se opone al control de armas.

### Familias
En un discurso pronunciado en 2021 en el Intercollegiate Studies Institute, Vance culpó a «la izquierda sin hijos» de los problemas de Estados Unidos. Elogió al primer ministro húngaro conservador Viktor Orbán por alentar a las parejas casadas a tener hijos y dijo que los padres deberían «tener más voz y voto en el funcionamiento de la democracia» que los que no tienen hijos.

### Inmigración
Vance una vez amonestó a Trump por demonizar a los inmigrantes, pero ha calificado repetidamente los efectos de la inmigración ilegal de «sucios». Apoyó la propuesta de Trump de construir un muro a lo largo de la frontera sur y ha rechazado la idea de que los defensores del muro fronterizo sean racistas. Vance ha propuesto gastar 3 mil millones de dólares para terminar el muro fronterizo. En 2022, le dijo a Tucker Carlson que los demócratas «han decidido que no pueden ganar la reelección en 2022 a menos que traigan una gran cantidad de nuevos votantes para reemplazar a los votantes que ya están aquí».
Además, en el debate presidencial ocurrido el 10 de septiembre de 2024 entre el candidato republicano Donald Trump y Kamala Harris del partido demócrata, D. Trump mencionó un rumor considerado falso: afirmó que migrantes haitianos en Springfield (Ohio) habían sido acusados de secuestrar y comer perros y gatos, mascotas de vecinos de la localidad. Aunque tanto el alcalde de Springfield como las autoridades de la ciudad desmintieron que esto estuviera sucediendo, pocos días después, J.D. Vance reafirmó esta afirmación infundada y sin pruebas.
Si bien, la postura de J.D. Vance puede interpretarse, a primera vista, como de antiinmigración, esto dista mucho de la realidad del político (cuyos suegros, padres de Usha Vance, son Krish Chilukuri y Lakshmi Chilukuri, inmigrantes indios de habla telugu), que sí está abiertamente en contra de la inmigración ilegal masiva.

### Política exterior
En su intervención en la Conferencia de Seguridad de Múnich, Vance dijo que Estados Unidos no quería retirarse de la Organización del Tratado del Atlántico Norte (OTAN), pero argumentó que debería trasladar su atención al este de Asia y que ciertos países europeos y miembros de la OTAN no estaban gastando lo suficiente en su propia seguridad.
Vance es un crítico abierto de la ayuda militar estadounidense a Ucrania durante la guerra ruso-ucraniana. Ha dicho que a Estados Unidos le conviene aceptar que «Ucrania tendrá que ceder algo de territorio a los rusos». Vance ha enfrentado críticas bipartidistas por sus opiniones sobre Ucrania. En diciembre de 2023, fue criticado por pedir la suspensión de más ayuda a Ucrania porque dijo que se utilizaría para que sus ministros «puedan comprar un yate más grande».
Vance apoya la financiación estadounidense a Israel en la guerra entre Israel y Hamás.

### Identidad de género
Vance ha propuesto un proyecto de ley que convertiría en delito federal la atención médica de afirmación de género en menores y bloquearía el uso de fondos de los contribuyentes para ello, declarando: «Bajo ninguna circunstancia se debería permitir a los médicos realizar estos procedimientos espantosos e irreversibles en menores de edad».

## Vida personal
Vance se crio en una rama «conservadora-evangélica» del protestantismo, pero en septiembre de 2016, estaba «pensando muy seriamente en convertirse al catolicismo». En agosto de 2019, Vance fue bautizado y confirmado en la Iglesia católica en una ceremonia en el Priorato de Santa Gertrudis en Cincinnati, Ohio. Eligió a San Agustín de Hipona como su santo de confirmación. Vance dijo que se convirtió porque «se convenció con el tiempo de que el catolicismo era verdadero [...] y Agustín me dio una manera de entender la fe cristiana de una manera fuertemente intelectual», describiendo además la influencia de la teología católica en sus opiniones políticas.